# Jorge Teófilo Samudio
Jorge Teófilo Samudio González (Capitán Bado, Amambay, 28 de abril de 1972), más conocido por su alias, «Samura», es un presunto narcotraficante líder del grupo criminal Comando Vermelho en Paraguay, que se encuentra actualmente prófugo. Antes de su detención en marzo de 2021, mediante operación conjunta internacional entre la SENAD y la Policía Federal del Brasil; Samudio figuraba en la lista de la Interpol como uno de los criminales más buscados en Paraguay.

## Actividad criminal
Jorge Samudio era considerado una pieza clave dentro de la estructura del Comando Vermelho, encargado del envío de cocaína proveniente de Bolivia hacia Paraguay, Brasil y, posteriormente, Europa. Se estima que con esta actividad ilícita habría obtenido ganancias de hasta 20 millones de dólares mensuales. Además del tráfico de drogas, Samudio también se habría dedicado al suministro de armas de fuego a la organización criminal a la que pertenecía.

## Captura y liberación
En 2019, Samudio protagonizó una fuga de las autoridades paraguayas, en la que resultó muerto el comisario de policía Félix Ferrari. Posteriormente, fue recapturado en Brasil, por un caso de utilización de falsa documentación y posesión ilegal de un arma de fuego. A finales de octubre de 2024, el Supremo Tribunal Federal de Brasil rechazó la solicitud de extradición de Samudio y ordenó su liberación.